# Kanton Saint-Saëns
Kanton Saint-Saëns (fr. Canton de Saint-Saëns) je francouzský kanton v departementu Seine-Maritime v regionu Horní Normandie. Skládá se z 15 obcí.

## Obce kantonu
- Bosc-Bérenger
- Bosc-Mesnil
- Bradiancourt
- Critot
- Fontaine-en-Bray
- Mathonville
- Maucomble
- Montérolier
- Neufbosc
- Rocquemont
- Sainte-Geneviève
- Saint-Martin-Osmonville
- Saint-Saëns
- Sommery
- Ventes-Saint-Rémy